# Астрономічний центр Шуменського університету
Астрономічний центр імені професора Владиміра Шкодрова Шуменського університету Костянтина Преславського (болг. Астрономически център „Проф. дфмн Владимир Шкодров“ на Шуменския университет „Епископ Константин Преславски“) — одна з двох університетських астрономічних обсерваторій в Болгарії.

## Історія
Астрономічний центр був створений у 1999 році як структура Шуменського університету. У червні 1999 року на даху 3-го корпусу університету була побудована астрономічна вежа, в якій встановлено 15-сантиметровий телескоп.
Через місяць, 8 липня 1999 року, відбулася офіційна церемонія відкриття. Стрічку перерізав керівник астрономічної освіти в Шумені, почесний громадянин Шумена, професор Владімір Шкодров (1930—2010).